# Absturz einer Lockheed C-130 der chilenischen Luftstreitkräfte im Dezember 2019
Am 9. Dezember 2019 verunglückte eine Lockheed C-130 der chilenischen Luftstreitkräfte auf dem Weg von Punta Arenas in Patagonien in die Antarktis auf den Stützpunkt Base Presidente Eduardo Frei Montalva. Bei diesem Absturz kamen vermutlich 38 Personen ums Leben. Das 1978 gebaute Luftfahrzeug verschwand in der Drakestraße etwa zwei Stunden nach dem Start, drei Tage später wurden erste Wrackteile durch Schiffe gefunden.

## Flug
Der Flug sollte Versorgungsgüter in das von Chile verwaltete, jedoch auch von Argentinien und Großbritannien beanspruchte, antarktische Territorium auf King George Island bringen und hatte zudem noch Personal an Bord, das eine Treibstoffpipeline und andere technische Einrichtungen inspizieren sollte. Flüge in diesem Rahmen werden von den chilenischen Luftstreitkräften in der Regel monatlich durchgeführt.
Das Flugzeug startete um 10:21 Uhr chilenischer Zeit in Santiago de Chile und landete um 14:44 Uhr in Punta Arenas. Nachdem es wieder aufgetankt worden war, startete die Maschine um 16:53 Uhr in Richtung Antarktis. Die letzte bekannte Position war der Wegpunkt HORNO um 17:44 Uhr, der nächste Wegpunkt wäre DRAKE auf der Luftstraße UW100 bzw. UT100 gewesen, 207 NM (ca. 380 km) südsüdöstlich von HORNO.

## Suchaktion und Fundstelle

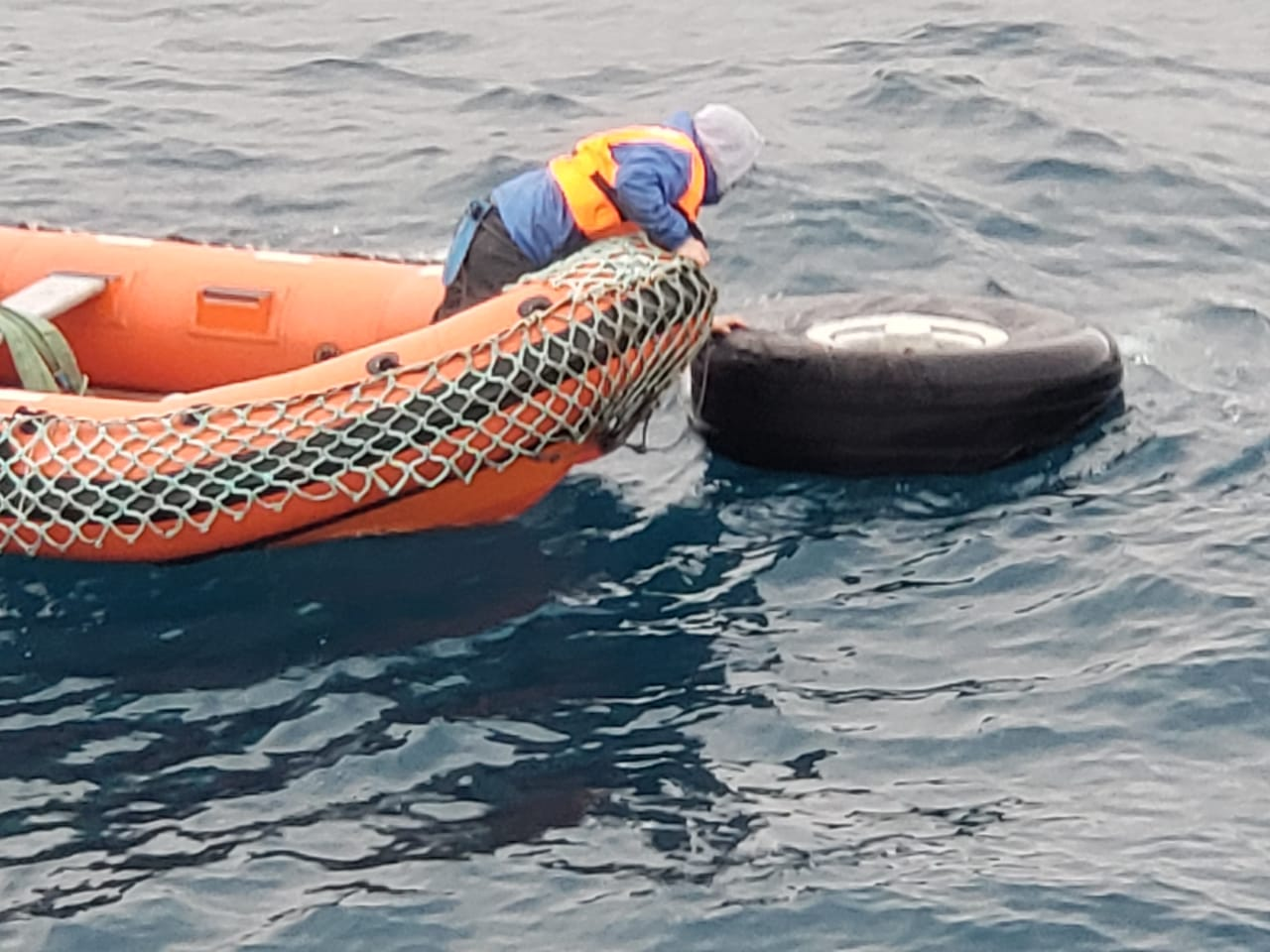
Bergung eines Trümmerteils

Nachdem klar war, dass das Flugzeug aufgrund von Treibstoffmangel gelandet oder abgestürzt sein musste, wurde eine großangelegte Suchaktion gestartet. An dieser beteiligten sich neben Chile auch Argentinien, Brasilien, Israel, das Vereinigte Königreich, die Vereinigten Staaten und Uruguay. Chile entsandte u. a. zwei Fregatten in das Gebiet, in dem die Maschine zuletzt auf dem Radar der Flugsicherung gesehen war worden war. Die Suche wurde durch Seegang und schlechte Sicht erschwert.
Die Absturzstelle konnte schließlich am 12. Dezember 2019 etwa 27 km von der letzten bekannten Position der Maschine entfernt lokalisiert werden. Neben Flugzeugteilen wurden auch Leichenteile geborgen und alle Insassen an Bord durch den chilenischen General Arturo Merino, Kommandeur der Luftstreitkräfte, für tot erklärt.

## Flugzeug
Das Flugzeug mit der Seriennummer 4776 wurde für die United States Air Force mit der Nummer 77-0324 in Auftrag gegeben, dann jedoch an das United States Marine Corps als Tankflugzeug (KC-130) ausgeliefert und war im Laufe seiner Zeit unter anderem auf der Marine Corps Air Station Cherry Point, North Carolina und in Iwakuni in Japan stationiert. 2009 wurde die Maschine ausgemustert und im AMARG nahe Tucson in Arizona abgestellt, 2014 für sieben Millionen US-Dollar von Chile gekauft und dann bis 2015 auf seinen erneuten Einsatz auf der Hill Air Force Base in Utah vorbereitet und an das südamerikanische Land ausgeliefert. Es trug das Luftfahrzeugkennzeichen 990.